# くぢらもち

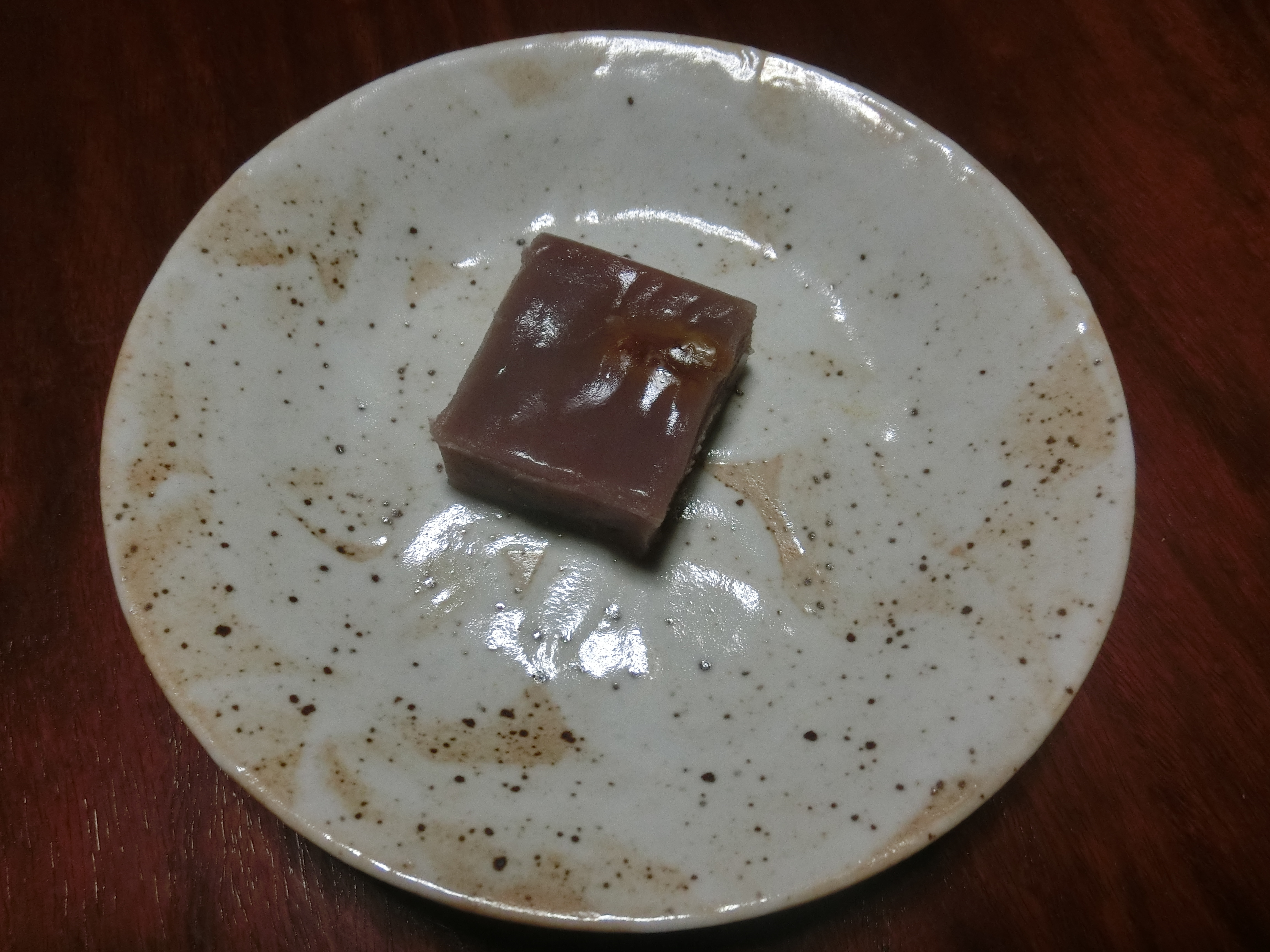
切り分けられた久慈良餅

くぢらもち（鯨餅、久持良餅、久慈良餅）は、山形県新庄市・最上地方、及び青森県鰺ヶ沢町・青森市浅虫温泉付近で作られている菓子である。漢字では、山形で久持良餅、青森で久慈良餅とも書かれる。くじらもちというつづり方もある。もち米とうるち米の粉を水で練り、箱の中でのばし、ムキ胡桃・砂糖水を加えて、せいろで蒸したもので、味噌・醤油・餡など多彩な種類がある。鯨肉は入っていない。

## 概要
山形県ではもともと桃の節句の時期によく作られていた。由来は久しく持ちの良い食べ物ということで「久持良餅」であるとか、形が鯨肉に似ていることから「鯨餅」であるといわれているが真相は定かではない。
主に、両地方の商店やお土産屋で入手できる。それ以外でも、JR駅のキヨスクや、道の駅などの観光･休憩施設で販売されている。都内では山形県のアンテナショップや板橋区にあるハッピーロード大山商店街の共同アンテナショップ「とれたて村」で入手可能。
一般家庭でも自家製のものを作る家が多くあり、家庭の味として受け継がれている。

## 起源について
いくつか説があるが、江戸時代に新庄藩の第3代藩主・戸沢正庸の治世において兵糧食としてつくられていたという説が有力であり、最上地域の新庄市が発祥ではないかといわれている。